# ピエロ・デ・ベルナルディ
ピエロ・デ・ベルナルディ（Piero De Bernardi, 1926年4月12日 - 2010年1月8日）は、イタリアの脚本家である。「イタリア式コメディ」の重要人物であり、脚本家レオ・ベンヴェヌーティとのコンビ「ベンヴェヌーティ＝デ・ベルナルディ」のひとりとして知られる。

## 来歴・人物
1926年（大正15年）4月12日、イタリア・トスカーナ州プラート県プラートで生まれる。
1954年（昭和29年）、ジャンニ・ヴェルヌッチオ監督の Il Tesoro del Bengala で脚本家としてデビュー。80歳を超えたのちも現役で活躍し、手がけた脚本は110本を超える。女優イザベラ・デ・ベルナルディの父である。
2000年（平成12年）11月3日、脚本家コンビ「ベンヴェヌーティ＝デ・ベルナルディ」の相棒であるレオ・ベンヴェヌーティがローマで死去する。
2010年（平成22年）1月8日、ロンバルディア州ミラノ県ミラノで死去した。満83歳没。

## おもなフィルモグラフィ
- Il Tesoro del Bengala : 監督ジャンニ・ヴェルヌッチオ、音楽イタロ・デッレ・カーセ、1954年
- 『わらの男』 L'Uomo di paglia : 監督・脚本・主演ピエトロ・ジェルミ、音楽カルロ・ルスティケッリ、1957年
- 『芽ばえ』 : 監督アルベルト・ラットゥアーダ、音楽ピエロ・ピッチオーニ、主演ジャクリーヌ・ササール、1957年
- 『生きる歓び』 : 監督ルネ・クレマン、音楽アンジェロ・フランチェスコ・ラヴァニーノ、主演アラン・ドロン、1960年
- 『鞄を持った女』 : 監督・脚本ヴァレリオ・ズルリーニ、音楽マリオ・ナシンベーネ、主演クラウディア・カルディナーレ、1961年
- 『皇帝のビーナス』 : 監督ジャン・ドラノワ、音楽アンジェロ・フランチェスコ・ラヴァニーノ、主演ジーナ・ロロブリジーダ、1962年
- 『波止場』 : 監督レナート・カステッラーニ、音楽ニーノ・ロータ、カルロ・ルスティケッリ、主演ジーナ・ロロブリジーダ、1963年
- 『ああ結婚』 : 監督ヴィットリオ・デ・シーカ、音楽アルマンド・トロヴァヨーリ、主演ソフィア・ローレン、1964年
- 『天使の詩』 : 監督ルイジ・コメンチーニ、音楽フィオレンツォ・カルピ、主演アンソニー・クエイル、1965年
- 『国境は燃えている』 : 監督ヴァレリオ・ズルリーニ、音楽マリオ・ナシンベーネ、主演トーマス・ミリアン、1965年
- 『南から来たスパイ』 : 監督ルイジ・コメンチーニ、音楽フィオレンツォ・カルピ、主演ジャンピエロ・アルベルティーニ、1968年
- 『アルフレード アルフレード』 : 監督ピエトロ・ジェルミ、音楽カルロ・ルスティケッリ、主演ダスティン・ホフマン、1972年
- 『ギャグ王世界一 / ファントッツィ』 : 監督ルチアーノ・サルチェ、音楽フランコ・ビクシオ、ファビオ・フリッツィ、ヴィンチェ・テンペラ、主演パオロ・ヴィラッジョ、1975年
- 『私の友だち』 Amici miei : 監督マリオ・モニチェリ、音楽カルロ・ルスティケッリ、主演ウーゴ・トニャッツィ、1975年
- 『ワンス・アポン・ア・タイム・イン・アメリカ』 : 監督セルジオ・レオーネ、音楽エンニオ・モリコーネ、主演ロバート・デ・ニーロ、1984年
- 『女たちのテーブル』 : 監督マリオ・モニチェッリ、音楽ニコラ・ピオヴァーニ、主演リヴ・ウルマン、1985年
- 『マンマ・ミーア人生』 : 監督マリオ・モニチェッリ、音楽ルーチョ・ダッラ、マウロ・マラヴァシ、主演ジャンカルロ・ジャンニーニ、1987年
- 『ベルト』 : 監督ジュリアーナ・ガンバ、音楽ガリラ・ロン＝フェデール、主演ジェームズ・ルッソ、1988年
- Grande, grosso e Verdone : 監督・脚本・主演カルロ・ヴェルドーネ、2008年
- 『ソフィア・ローレン 母の愛』 : 監督ヴィットリオ・シンドーニ、2010年

## 関連事項
- イタリア式コメディ

## 註
1. 1 2 3 4 5  Piero De Bernardi, インターネット・ムービー・データベース （英語）, 2011年2月3日閲覧。
2. ↑  Piero De Bernardi, allmovie （英語）, 2011年2月3日閲覧。
3. ↑  Benvenuti e De Bernardi, イタリア国営放送 （イタリア語）, 2011年2月3日閲覧。
4. ↑  Leonardo Benvenuti - IMDb（英語）, 2011年2月3日閲覧。